# はじまりへの旅
『はじまりへの旅』（はじまりへのたび、Captain Fantastic）は、2016年のアメリカ合衆国のヒューマンドラマ映画。 監督はマット・ロス、主演はヴィゴ・モーテンセン。10年間の森の中での生活の後、再び社会へと関わらざるを得なくなってしまった家族の姿を描く。日本では2017年10月4日にDVD がリリースされている。
2016年1月23日、サンダンス映画祭で初めて公開された。 また、第69回カンヌ国際映画祭の「ある視点」部門に出品された。 Bleecker Street配給の元、2016年7月8日にアメリカ合衆国で劇場公開された。

## あらすじ
ベン・キャッシュとその妻レスリーは、6人の子どもたちとワシントン州の森の奥深くに住んでいる。資本主義とアメリカ人の生き方に幻滅したベンとレスリーは、子どもたちにサバイバルの技術と哲学を教え込む。社会から離れ、ベンとレスリーは子どもたちを育てることに身を捧げる。批判的思考ができるよう教育し、肉体的に健康で活発であるように訓練をさせる。そして、森での生活を通じ、テクノロジーに頼らず自然と共生することの素晴らしさを身をもって体験させる。
しかしながら、レスリーは双極性障害によって入院し、最終的には自らの命を絶ってしまう。ベンは妹のハーパーからこの事実を知らされる。葬儀の手配についての話し合いがもたれるが、義父のジャックとベンは言い争いを始めてしまう。レスリーの遺志に従いベンは火葬を執り行いたいが、ジャックは土葬にしたいと言う。結局土葬が行われることになり、ベンは葬儀への参列をしないことにし、子どもたちにそう伝えた。しかし、ベンは葬儀を台無しにしてやろうと決意し、子どもたちを連れ車での旅に出る。
そして、子どもたちは初めて森の外の生活を体験する。

## キャスト
- ベン・キャッシュ - ヴィゴ・モーテンセン
- ボゥドヴァン“ボゥ”キャッシュ - ジョージ・マッケイ
- キーラー・キャッシュ - サマンサ・アイラー（英語版）
- ヴェスパー・キャッシュ - アナリース・バッソ
- レリアン・キャッシュ - ニコラス・ハミルトン（英語版）
- ザジャ・キャッシュ - シュリー・クルックス
- ナイ・キャッシュ - チャーリー・ショットウェル
- ハーパー - キャスリン・ハーン
- レスリー・アビゲイル・キャッシュ - トリン・ミラー
- デイブ - スティーヴ・ザーン
- ジャスティン - イライジャ・スティーブンソン
- ジャクソン - テディ・ヴァン・イー
- クレア - エリン・モリアーティ
- エレン - ミッシー・パイル
- ジャック - フランク・ランジェラ
- アビゲイル - アン・ダウド

## 製作
この映画のアイディアは、監督のマット・ロスが、妻と自分が下す親としての決断に疑問を抱いたところから始まったという。そこから、現代のテクノロジー社会では困難であるとしながらも、自分の子どもの人生に〝常に存在〟することができたとしたら、と彼は考えた。　彼が言うところの、〝違う生き方を選ぶ人たち〟の中で育ったということもあり、映画制作にあたっては彼が人生で経験したことが映画の中に反映されている。
ヴィゴ・モーテンセンは2014年2月にキャスティングされた。 同年6月、ジョージ・マッケイ、アナリス・バッソ、サマンサ・アイラ―、ニコラス・ハミルトン、シュリー・クルックス、そして新人であるチャーリー・ショットウェルが出演することが発表された。 残りのキャストの多くは、同年の7月と8月に出演が決定した。

### 撮影
映画の主要撮影は、2014年7月にワシントン州西部で開始された。

## 公開
2014年7月、 eOne Entertainment が国際的な配給権を取得した。 2014年8月、Bleecker Streetがアメリカでの配給を行うと発表された 。  2016年1月23日、サンダンス映画祭 で初めてのプレミアが行われた。 2016年7月8日より、アメリカ合衆国で劇場公開された。 第69回カンヌ国際映画祭では、「ある視点」部門に出品され、マット・ロスが最優秀監督賞を受賞した。

## 評価

### 批評家の反応
批評家からは肯定的な評価が集まった。 映画批評家のレビュー集積サイトのRotten Tomatoesでは160のレビューで支持率80％、平均点を7.1/10とした。 サイト内の意見をまとめたものによると、「はじまりへの旅は、考えさせられるテーマとヴィゴ・モーテンセンの惹きつける演技、そして思いがけない展開のおかげで、素晴らしい家族ドラマになっている。」 と評されている。 Metacriticでは、36のレビューを平均し、100点満点中72点の"概ね好評"とした。カンヌ映画祭では10分間のスタンディングオベーションが送られた
。
エンターテインメントとメディアについて報道するウェブサイト、The WrapのAlonso Duraldeの評価では、「ヴィゴ・モーテンセンが光る映画だ。彼の演技がベンというキャラクターを、腹立たしく傲慢でせっかちな存在であると同時に、愛と優しさに満ちた温かい人物だと感じさせてくれる。厳しくも愛に満ちた父親であり、妻を亡くし悲しむ男であり、亡き妻の遺志を守ろうと怒る人物でもある。モーテンセンはキャラクターの抱える感情すべてを捉え、繊細かつ優美に演じている。」と評されている。 VarietyのPeter Debrugeは好意的な評価を与え、「何人もの若い俳優たちが素晴らしい演技をしているのに加え、メインのキャラクターはモーテンセン自身の繊細かつ自然主義的な精神を活かしている。はじまりへの旅は、この年サンダンスで上映される中でも最も洗練され、かつ感情移入できる作品だ。」と述べている。
The GuardianのPeter Bradshowのレビューは数少ない否定的なもののひとつだった。彼は5点満点中1点の評価を下し、「浅はかで退屈なこの映画は、嘘くさいたわ言のように感じられる。わざとらしい感動シーンだらけで音楽は場に合っていないうえ、エンディングは耐え難いほどご都合主義的でお涙頂戴だ。チャールズ・マンソンとゲオルク・フォン・トラップを混ぜたようなキャラクターが出てくる、ピーター・ウィアーの モスキート・コーストを味気なくしたような映画だ。」と評している。

### 受賞
| 受賞とノミネート                         | 受賞とノミネート | 受賞とノミネート                                      | 受賞とノミネート         | 受賞とノミネート | 受賞とノミネート |
| 賞                                       | 開催日           | 部門                                                  | 対象                     | 結果             |                  |
| ---------------------------------------- | ---------------- | ----------------------------------------------------- | ------------------------ | ---------------- | ---------------- |
| AARP Annual Movies for Grownups Awards   | 2017年2月6日     | 主演男優賞                                            | ヴィゴ・モーテンセン     | 未決定           |                  |
| British Academy Film Awards              | 2017年2月12日    | 主演男優賞                                            | ヴィゴ・モーテンセン     | 未決定           |                  |
| 富川国際ファンタスティック映画祭         | 2016年7月31日    | Save Energy, Save Earth Film Award                    | はじまりへの旅           | 受賞             |                  |
| カンヌ国際映画祭                         | 2016年5月22日    | 「ある視点」部門 監督賞                               | マット・ロス             | 受賞             |                  |
| カンヌ国際映画祭                         | 2016年5月22日    | 「ある視点」                                          | はじまりへの旅           | ノミネート       |                  |
| 放送映画批評家協会賞                     | 2016年12月11日   | 主演男優賞 コメディ部門                               | ヴィゴ・モーテンセン     | ノミネート       |                  |
| Deauville American Film Festival         | 2016年9月11日    | 観客賞                                                | はじまりへの旅           | 受賞             |                  |
| Deauville American Film Festival         | 2016年9月11日    | 審査員賞                                              | はじまりへの旅           | 受賞             |                  |
| Deauville American Film Festival         | 2016年9月11日    | グランプリ                                            | はじまりへの旅           | ノミネート       |                  |
| Evening Standard British Film Awards     | 2016年12月8日    | 助演男優賞                                            | ジョージ・マッケイ       | ノミネート       |                  |
| Florida Film Critics Circle              | 2016年12月26日   | 主演男優賞                                            | ヴィゴ・モーテンセン     | ノミネート       |                  |
| 第74回ゴールデングローブ賞               | 2017年1月8日     | 主演男優賞 ドラマ部門                                 | ヴィゴ・モーテンセン     | ノミネート       |                  |
| ヒューストン映画批評家協会賞             | 2017年1月6日     | 主演男優賞                                            | ヴィゴ・モーテンセン     | ノミネート       |                  |
| ヒューストン映画批評家協会賞             | 2017年1月6日     | 最優秀ポスター賞                                      | はじまりへの旅           | ノミネート       |                  |
| インディペンデント・スピリット賞         | 2017年2月25日    | 主演男優賞                                            | ヴィゴ・モーテンセン     | 未決定           |                  |
| IndieWire Critics Poll                   | 2016年12月19日   | 主演男優賞                                            | ヴィゴ・モーテンセン     | 第8位            |                  |
| Karlovy Vary International Film Festival | 2016年7月9日     | 観客賞                                                | はじまりへの旅           | 受賞             |                  |
| Nantucket Film Festival                  | 2016年6月27日    | 観客賞                                                | はじまりへの旅           | 第2位            |                  |
| オンライン映画批評家協会賞               | 2017年1月3日     | 主演男優賞                                            | ヴィゴ・モーテンセン     | ノミネート       |                  |
| Rome Film Festival                       | 2016年10月22日   | BNL People's Choice Award                             | はじまりへの旅           | 受賞             |                  |
| サンディエゴ映画批評家協会賞             | 2016年12月12日   | 主演男優賞                                            | ヴィゴ・モーテンセン     | 次点             |                  |
| サテライト賞                             | 2017年2月19日    | 作品賞                                                | はじまりへの旅           | ノミネート       |                  |
| サテライト賞                             | 2017年2月19日    | 主演男優賞                                            | ヴィゴ・モーテンセン     | 受賞             |                  |
| サテライト賞                             | 2017年2月19日    | 作品賞                                                | マット・ロス             | ノミネート       |                  |
| サテライト賞                             | 2017年2月19日    | 衣装デザイン賞                                        | コートニー・ホフマン     | ノミネート       |                  |
| Seattle International Film Festival      | 2016年6月12日    | Golden Space Needle Award for Best Film               | はじまりへの旅           | 受賞             |                  |
| 全米映画俳優組合賞                       | 2017年1月29日    | 主演男優賞                                            | ヴィゴ・モーテンセン     | 未決定           |                  |
| 全米映画俳優組合賞                       | 2017年1月29日    | Outstanding Performance by a Cast in a Motion Picture | はじまりへの旅のキャスト | 未決定           |                  |
| セントルイス映画批評家協会賞             | 2016年12月18日   | 主演男優賞                                            | ヴィゴ・モーテンセン     | ノミネート       |                  |